# Honus Wagner
Johannes Peter Wagner, detto Honus (Chartiers, 24 febbraio 1874 – Carnegie, 6 dicembre 1955), è stato un giocatore di baseball e allenatore di baseball statunitense.
Soprannominato "The Flying Dutchman" (in italiano "L'Olandese Volante") per la sua velocità, è stato uno dei più grandi giocatori di sempre e divenne uno dei primi cinque membri della Baseball Hall of Fame a essere introdotti, nel 1936 in qualità di giocatore.
Ha giocato dal 1897 al 1917, prima con i Louisville Colonels, poi (dal 1900) con i Pittsburgh Pirates, squadra che ha allenato nel 1917 e poi dal 1933 al 1951, in qualità di assistente.
Ha vinto le World Series nel 1909 e la National League nel 1901 e nel 1902. Inoltre ha partecipato alla prima edizione, nel 1903, delle World Series della MLB. Nel 1999 fu inserito nella formazione del secolo della MLB e nello stesso anno fu votato da The Sporting News‍ al 13º posto nella classifica dei migliori cento giocatori di tutti i tempi..

## Carriera
Wagner debuttò con i Louisville Colonels nella National League il 19 luglio 1897, all'Eclipse Park di Louisville contro i Washington Senators, partita vinta dai Colonels per 6-2. Il 27 agosto nella parte alta del quinto inning, colpì il suo primo fuoricampo, un home run da tre punti, contro i Brooklyn Bridegrooms (gli odierni Dodgers). Durante la stagione d'esordio giocò nel ruolo di esterno in 53 partite e come seconda base in 9 incontri.
Nel 1901, ricoprì per la prima volta il ruolo di interbase, sua posizione storica, disputandovi 61 partite nel corso della stagione.
Nel 1903, partecipò alle prime World Series della Major League Baseball, realizzando sei valide e tre punti battuti a casa in 27 turni di battuta.
Nel 1909, vinse le prime e uniche World Series di carriera.
Si ritirò dal baseball professionistico nel 1917, con il record della NL in battute valide effettuate, con 3,430. Mantenne il primato per 45 anni, quando fu battuto da Stan Musial nel 1962. Attualmente è al settimo posto assoluto (quarto della NL) della classifica.

## Carriera allenatore
Nel 1917 svolse il doppio ruolo di allenatore e giocatore nei Pirates. Dopo questa esperienza, tornò a giocare in leghe semi-professionistiche.
Nel 1933 venne ingaggiato nuovamente dai Pirates come assistente allenatore, addestrando i battitori della squadra fino al 1951.

## Figurina

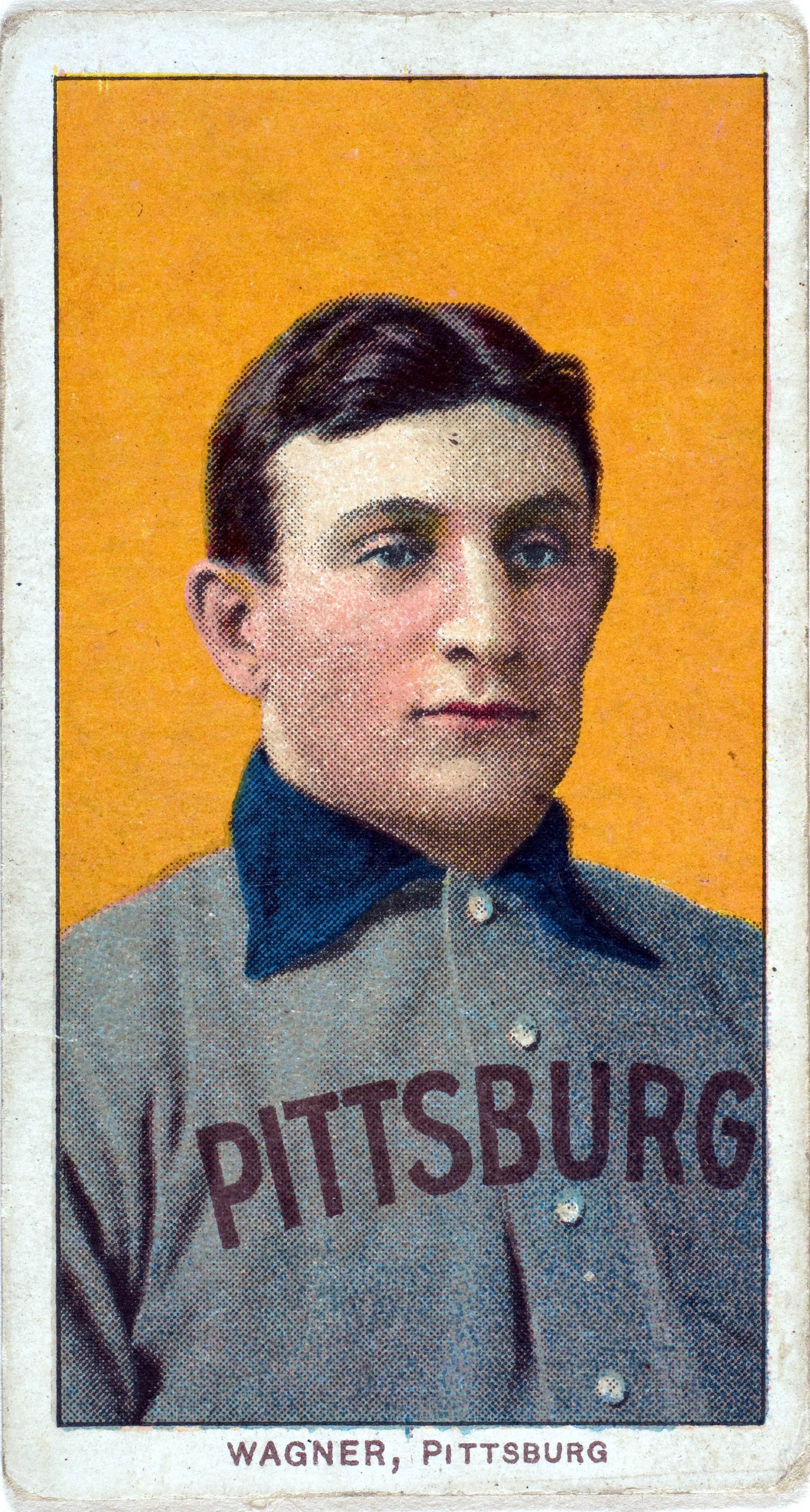
Figurina di Honus Wagner per American Tobacco Company, 1909

La sua figurina originale del 1909 è considerata uno dei più preziosi e ricercati cimeli del collezionismo sportivo. All'epoca ne vennero stampate poco meno di 200 copie, e al giorno d'oggi ne sono rimaste in circolazione solo cinquantasei; la serie di cui faceva parte la figurina era la T206 prodotta dalla American Tobacco Company. Wagner non volendo essere associato con l'industria del tabacco chiese e ottenne di fermare la riproduzione della sua immagine sulla figurina. Il valore attuale della figurina supera i tre milioni di dollari.
La figurina di Wagner è al centro della trama del film Il grande colpo del regista Jonathan Judge.

## Palmares

### Club
- World Series: 1

Pittsburgh Pirates: 1909

### Individuale
- Miglior media battuta della National League: 8

1900, 1903, 1904, 1906-1909, 1911
- Capoclassifica della NL in punti battuti a casa: 5

1901, 1902, 1908, 1909, 1912
- Capoclassifica della NL in basi rubate: 5

1901, 1902, 1904, 1907, 1908
- Capoclassifica della NL in battute valide: 2

1908, 1910
- Numero 33 ritirato dai Pittsburgh Pirates
- Pittsburgh Pirates Hall of Fame
- Major League Baseball All-Century Team
- Major League Baseball All-Time Team